# Білин (Дорогичинський район)
Білин — село в Білорусі, у Дорогичинському районі Берестейської області. Орган місцевого самоврядування — Осовецька сільська рада

## Географія
Поблизу села міститься водосховище Білин — Осовці.

## Історія
У 1940—1959 роках було центром Білинської сільської ради.

## Населення
За переписом населення Білорусі 2009 року чисельність населення села становила 335 осіб.

## Пам'ятки

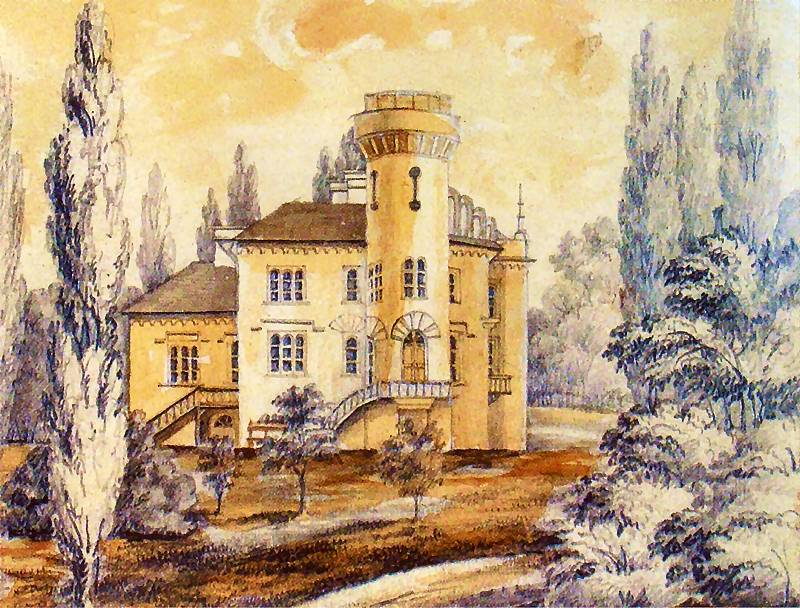
Садиба Ожешків на малюнку Наполеона Орди, 1864 рік

- Геодезична дуга Струве: пункт Білин Астра, південно-східна частина села

### Втрачена спадщина
- Садиба Ожешків